# Elie (Manitoba)
Elie /ˈiːlaɪ/ é uma comunidade sem classificação jurídica reconhecida como um distrito urbano local no Município Rural de Cartier, na província canadense de Manitoba.

## Geografia
A comunidade está localizada a aproximadamente 30 km (19 milhas) a oeste de Winnipeg ao longo da Rodovia Trans-Canada. O rio Assiniboine forma o limite norte do município de Cartier. Outras comunidades significativas em torno de Elie incluem St. Eustache, Dacotah e Springstein.

## História
No início da década de 1980, a tecnologia de videotex Telidon estava sendo testada em todo o Canadá. Elie foi escolhido como um dos bancos de teste, com o então governo Manitoba Telephone System.

## Tornado de Junho de 2007

O primeiro e único tornado F5 do Canadá se aproximando de Elie em junho de 2007

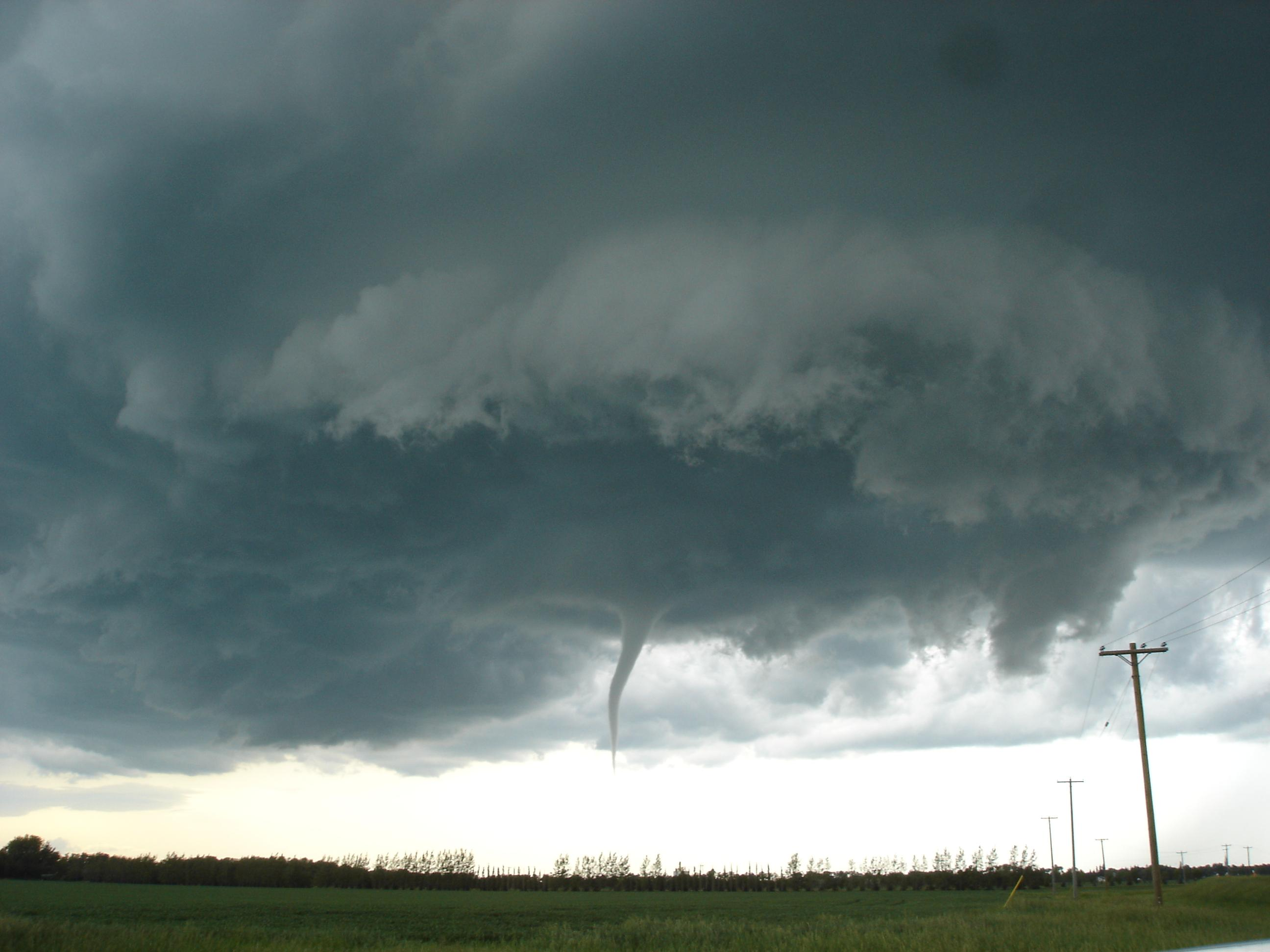
A nuvem funil que produziu o tornado

Em 22 de junho de 2007, Elie foi atingido por um tornado F5, o mais poderoso já registrado no Canadá, que danificou um moinho de farinha e destruiu várias casas, arrancando duas casas bem construídas de suas fundações. Um carro também foi lançado a 100 metros (330 pés), mas o tornado causou apenas um ferido e nenhuma morte, pois as pessoas receberam um aviso prévio que lhes deu tempo suficiente para procurar proteção. Os avisos foram fornecidos pelo Environment Canada.

## Demografia
No Censo de População de 2021 conduzido pela Statistics Canada, Elie tinha uma população de 705 pessoas vivendo em 250 de suas 257 residências particulares totais, uma mudança de 1,3% em relação à população de 696 de 2016. Com uma área de 8 km2 (3,1 sq mi ), tinha uma densidade populacional de 88,1/km2 (228,2/sq mi) em 2021.

## Economia
A principal indústria de Elie é a agricultura. O Transmissor CHMI-DT foi construído em 1986 e está localizado aqui. Um centro de saúde, uma creche licenciada, um banco, uma estação de correios, uma farmácia, uma mercearia, um posto de gasolina, um centro de serviços automotivos, centros de serviços agrícolas, venda e manutenção de veículos recreativos e uma agência de seguros são alguns dos os negócios desta cidade.